# Нефёдово (Волоколамский район)
Нефёдово — деревня в Волоколамском районе Московской области России.
Относится к Теряевскому сельскому поселению, до муниципальной реформы 2006 года относилась к Шестаковскому сельскому округу. Население — 88 чел. (2010).

## География
Деревня Нефёдово расположена примерно в 23 км к северо-востоку от города Волоколамска. Ближайшие населённые пункты — деревни Митино, Березниково и Морозово. Связана автобусным сообщением с городами Волоколамском и Клином.

## Население
| 1852 | 1859 | 1890 | 1899 | 1926 | 2002 |
| ---- | ---- | ---- | ---- | ---- | ---- |
| 146  | ↗161 | ↗220 | ↘166 | ↘138 | ↘85  |
| 2006 | 2010 |      |      |      |      |
| ↘58  | ↗88  |      |      |      |      |

## История
В «Списке населённых мест» 1862 года Нефедова — казённая деревня 1-го стана Клинского уезда Московской губернии по левую сторону Волоколамского тракта, в 33 верстах от уездного города, при колодцах, с 23 дворами и 161 жителем (79 мужчин, 82 женщины).
По данным на 1890 год входила в состав Калеевской волости Клинского уезда, число душ составляло 220 человек.
В 1913 году — 38 дворов.
В 1917 году Калеевская волость была передана в Волоколамский уезд.
По материалам Всесоюзной переписи населения 1926 года — центр Нефёдовского сельсовета Калеевской волости Волоколамского уезда, проживало 138 жителей (56 мужчин, 82 женщины), насчитывалось 34 крестьянских хозяйства.
С 1929 года — населённый пункт в составе Волоколамского района Московской области.